# Райчо Райков
Райчо Петрушинов Райков е български телевизионен журналист, юрист. От ноември 2002 г. до смъртта си на 16 декември 2006 г. е председател на Съвета за електронни медии.

## Биография
Завършва гимназия през 1969 г., а през 1978 г. висше образование в Юридическия факултет на Софийски университет „Св. Климент Охридски“. В периода от 1984 до 1986 г. следва „Телевизионна журналистика“ във Факултета по журналистика и масова комуникация на СУ.
Той е едно от лицата на публицистичната журналистика в Българската национална телевизия, телевизионен водещ на предаването „Отзвук“, сценарист и водещ на „Панорама“, както и на над 30 средно- и късометражни документални филми.
Впоследствие е говорител на правителството на Любен Беров.
От 2001 г. е член на Съвета за електронни медии. През 2003 г., след жребий, напуска СЕМ, но през януари 2004 г. XXXIX народно събрание го избира отново за член. От ноември 2002 г. до смъртта си на 16 декември 2006 г. е председател на Съвета за електронни медии.